# ادوین شرارد برنابی
ادوین شرارد برنابی (انگلیسی: Edwyn Burnaby; ۲۲ مهٔ ۱۸۳۰ – ۳۱ مهٔ ۱۸۸۳) نظامی و سیاستمدار اهل پادشاهی متحد بریتانیای کبیر و ایرلند بود.